# Shepseskare Isi
Shepseskare Isi a fost un faraon al Regatului Vechi al Egiptului.